# 大機エンジニアリング
大機エンジニアリング株式会社（だいきえんじにありんぐ）は、日立造船（現・カナデビア）系列で排ガス処理・電解・濾過などの技術を用いた環境装置・産業機械やゴムライニング製品などを製造・販売する会社。2006年10月1日に同じく日立造船系列のアタカ工業を存続会社とする合併によりアタカ大機株式会社となるため解散した。

## 沿革
- 1949年 - 6月18日に大日本機械工業のゴム製造部門を分離した大機ゴム工業株式会社設立。
- 1998年 - 社名を大機エンジニアリング株式会社に変更。
- 2006年 - 10月1日に合併により解散。